# Ligament crico-trachéal
Le ligament crico-trachéal (de Luschka) est un ligament extrinsèque du larynx.
Il relie le bord inférieur du cartilage cricoïde en haut et le premier anneau du cartilage trachéal en bas. Il est en continuité avec la paroi membranacée de la trachée.